# Hötensleben
Hötensleben ist eine Gemeinde im Landkreis Börde in Sachsen-Anhalt. Sie ist Mitglied der Verbandsgemeinde Obere Aller.

## Geographie
Hötensleben liegt ca. 12 km südlich von Helmstedt und 5 km östlich des Höhenzugs Elm und damit am Rand des Naturparks Elm-Lappwald.

### Gemeindegliederung
Als Ortsteile der Gemeinde sind ausgewiesen:
- Barneberg
- Hötensleben
- Kauzleben
- Neubau
- Ohrsleben
- Wackersleben

Als Wohnplätze der Gemeinde sind ausgewiesen:
- Am Rahl
- Glashütte

## Geschichte

### Mittelalter und Frühe Neuzeit
Hötensleben wird in einem Urbar (Urbar B) der Abtei Werden als Holeinaslofu oder Hokinasluvu erstmals schriftlich erwähnt. Der Hötensleben betreffende Teil dieses Besitzverzeichnisses ist mit der Jahresangabe „983“ versehen. Diese Jahreszahl wurde jedoch erst im 16. Jahrhundert, vermutlich von Abt Heinrich Duden, eingefügt. Insofern kann diese Angabe nicht als verlässlich angesehen werden.
Der älteste Nachweis des Ortes mit einer gesicherten Datierung ist eine Urkunde vom 10. Januar 1016. Diese bezeugt, dass Bischof Meinwerk von Paderborn die Erbgüter seiner Mutter, der Gräfin Adela (auch Athela), Gemahlin des Grafen Balderich, darunter „Hokineslevo“, Kaiser Heinrich II. schenkt. Die Urkunde ist in den Regesta Archiepiscopatus Magdeburgensis, einer Sammlung von Auszügen aus Urkunden und Annalen zur Geschichte des Erzstifts und Herzogtums Magdeburg, als Regest wiedergegeben.
Der Ort wurde 1220 und 1270 Hoszensleve, 1285 Hotsensleve und Hoscensleve im 14. Jahrhundert genannt. Die Edelherren von Meinersen waren hier begütert. Sie gaben um 1220 aus ihrem Eigenbesitz fünf Hufen als Lehen an Wasmod von Lüneburg. Sechs Hufen mit Zubehör in Dorf und Feld schenkten sie 1285  dem Erzbischof von Magdeburg als Entschädigung und im Tausch für sechs Hufen in † Volkersdorf.
Im Laufe der Geschichte wechselten die geistlichen und die weltlichen Landesherren. Noch häufiger gelangten der Ort und die Burg Hötensleben von einem Besitzer zum nächsten. Am 21. April 1549 ging die Burg an Hans „den Reichen“ aus der Familie derer von Bartensleben und an seinen Bruder Jobst über. Hans von Bartensleben stiftete im Jahre 1580 das Wolfsburgische Armenhaus und Spital, in dessen Nachfolgebau aus dem 17. Jahrhundert sich heute das Rathaus befindet. Im Zuge der Reformation trat 1559 der erste lutherische Prediger sein Amt an. 1645 kaufte Hans Christoph von Königsmarck, Feldmarschall in schwedischen Diensten, Dorf und Amt Hötensleben für 32.000 Reichstaler. 1662 erwarb Friedrich II. von Hessen-Homburg Dorf und Amt Hötensleben. 1718 erhielt Kasimir Wilhelm von Hessen-Homburg im Rahmen einer Erbauseinandersetzung mit seinen Brüdern Dorf und Amt Hötensleben und ließ die verfallene Burg zu einer kleinen Residenz ausbauen.

### 19. Jahrhundert
Nach der Neuorganisation der Kreisgliederung im preußischen Staat zum 1. Juli 1816 wurde Hötensleben dem Kreis Neuhaldensleben im Regierungsbezirk Magdeburg zugeordnet. 1851 wurden die ersten Braunkohlegruben eröffnet; weitere Gruben entstanden in den Folgejahren. Die Kohleförderung wurde im Mai 1955 eingestellt. Ein im Jahre 2000 in Hötensleben errichteter Gedenkstein erinnert an die einstigen Gruben und Tagebaue.

### 20. und 21. Jahrhundert
Im Juni 1952 zwang die Volkspolizei im Zuge der „Aktion Ungeziefer“ zahlreiche Familien in Hötensleben, binnen kürzester Zeit ihre Heimat zu verlassen. Diejenigen, die bislang noch jenseits der innerdeutschen Grenze in Betrieben der Braunschweigischen Kohlen-Bergwerke AG (BKB) beschäftigt waren, verloren ihre Arbeitsplätze. Die Einwohnerzahl von Hötensleben sank nach 1952 drastisch. Weitere Einwohner von Hötensleben wurden 1961 im Zuge der „Aktion Festigung/Kornblume“ zwangsausgesiedelt. Am 19. November 1989 wurde im Zuge der Wende die Grenze bei Hötensleben geöffnet und die Straße nach Schöningen mit der Brücke über die Schöninger Aue freigegeben.
Die Gemeinde gehörte vom 1. Januar 2005 bis zum 31. Dezember 2009 der Verwaltungsgemeinschaft Obere Aller und seitdem der Verbandsgemeinde Obere Aller an.

### Eingemeindungen
Am 30. September 1928 wurde der Gutsbezirk Hötensleben mit der Landgemeinde Hötensleben vereinigt. Ohrsleben wurde am 1. Januar 2005 eingemeindet. Barneberg folgte am 1. Januar 2010, Wackersleben einen Tag später.

### Einwohnerentwicklung
| Jahr | Einwohner1 |
| ---- | ---------- |
| 1875 | 2941       |
| 1880 | 3498       |
| 1890 | 4214       |
| 1910 | 5228       |
| 1933 | 4687       |
| 1939 | 4371       |
| 2003 | 2481       |
| 2004 | 2402       |
| 2005 | 2691       |
| 2006 | 2650       |
| 2007 | 2613       |
| 2008 | 2554       |

1 1910 Einwohnerzahl vom 1. Dezember, ab 2003 jeweils zum 31. Dezember.

(Quelle vor 1940 mit Ausnahme 1910: Quellen ab 2003: Statistisches Landesamt Sachsen-Anhalt)

## Politik

### Bürgermeister
Horst Scheibel wurde im April 2015 zum ehrenamtlichen Bürgermeister gewählt.

### Wappen
Das Wappen wurde am 30. Mai 1991 durch das Regierungspräsidium Magdeburg genehmigt.
| Wappen von Hötensleben | Blasonierung: „Roter Schild, belegt mit schräg-linker, silberner Hellebarde“ |
| Wappen von Hötensleben | Die Farben Rot und Silber im Wappen beziehen sich auf das Erzbistum Magdeburg, während die Hellebarde eine Ortssage versinnbildlicht. Der Raubritter Hans von Bartensleben spießte wütend einen Säugling auf, als er im Dorf sonst niemanden mehr vorfand. Der Säugling lächelte ihn dabei so selig an, dass der Raubritter gerührt zur Sühne ein Hospital errichtete. |

### Gemeindepartnerschaft
- Partnergemeinde von Hötensleben ist Erbrée in Frankreich.

## Sehenswürdigkeiten

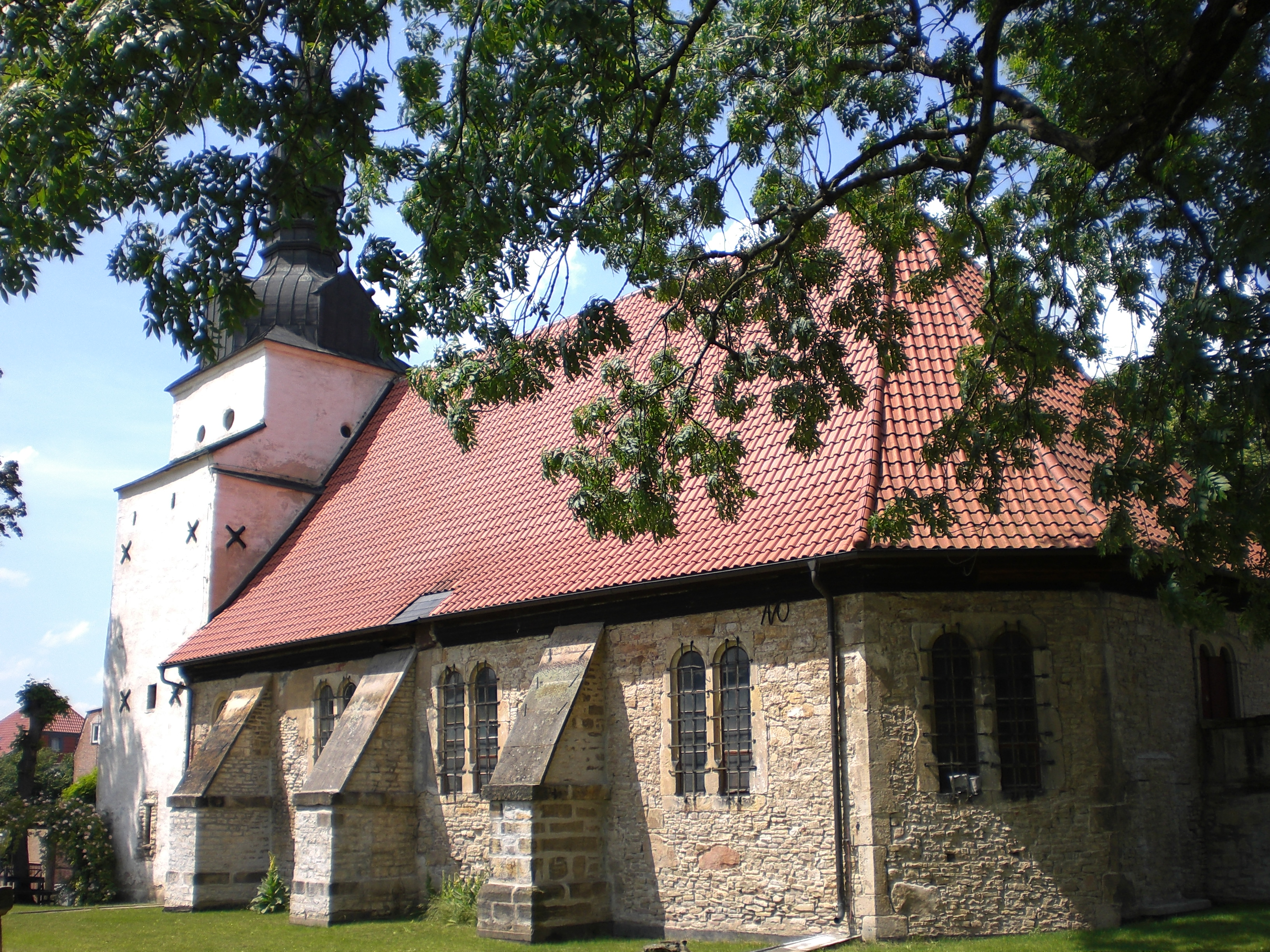
Sankt-Bartholomäus-Kirche

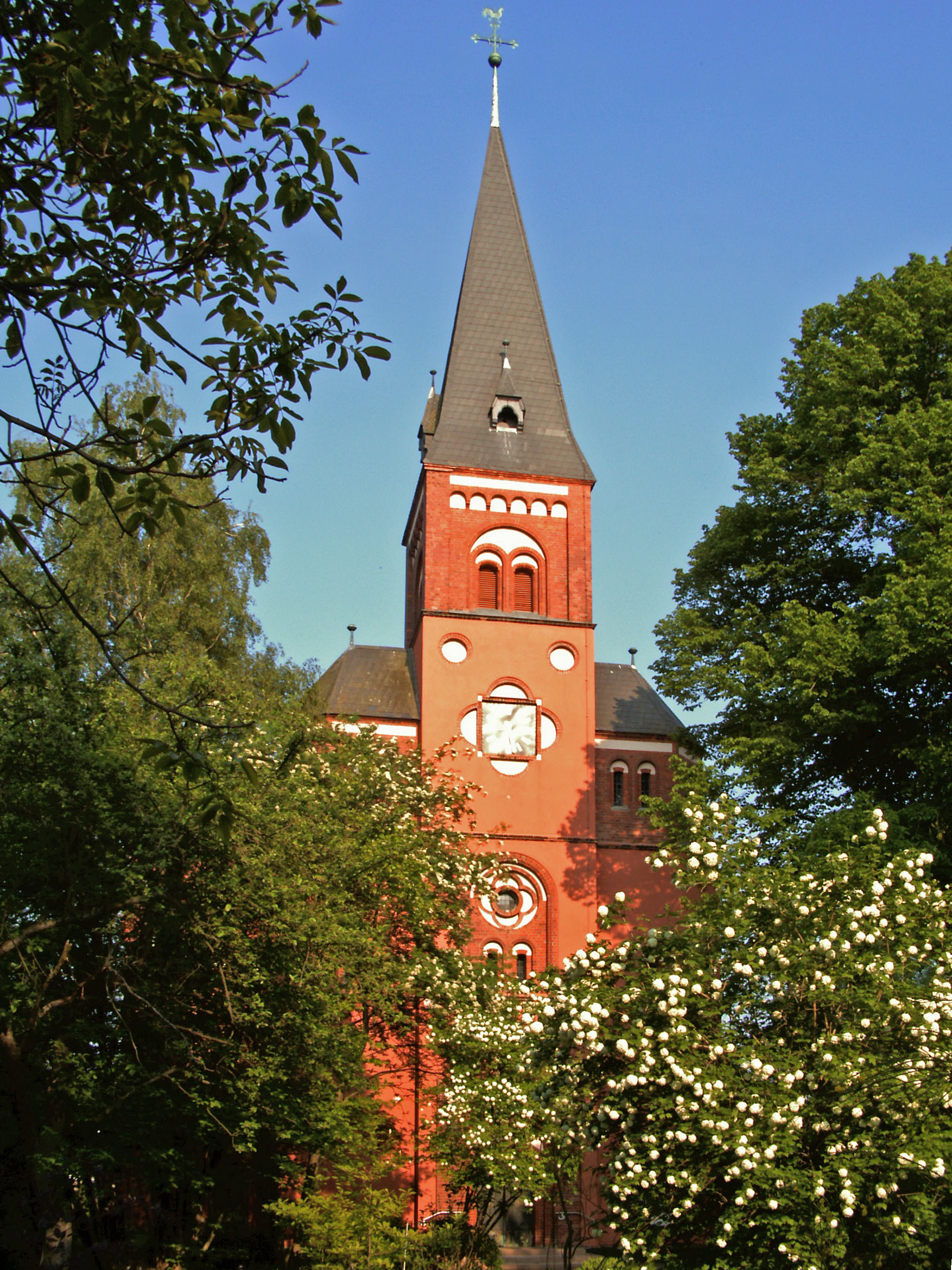
Kirche St. Josef und St. Augustinus

Die in der Gemeinde befindlichen Kulturdenkmale sind in der Liste der Kulturdenkmale in Hötensleben eingetragen, die Bodendenkmale in der Liste der Bodendenkmale in Hötensleben.

### Rathaus
Im heutigen Rathaus, einem barocken Bau, befand sich früher das Wolfsburgische Armenhaus, ein Waisenhaus. Eine Gedenktafel über dem Eingang der Rathaustür erinnert an die Stiftung des Hans von Bartensleben aus Wolfsburg 1580. Beim bestehenden Bau handelt es sich um einen Neuaufbau des im 17. Jahrhundert zerstörten Armenhauses.

### Kirche St. Bartholomäus
Der Gründerbau der evangelischen Kirche St. Bartholomäus stammt vermutlich aus dem 12. Jahrhundert. Aus dieser Zeit sind der gemauerte romanische Altartisch und Teile des Turmes erhalten geblieben. Die Kirche wurde erstmals 1399 urkundlich erwähnt. Nach dem Dreißigjährigen Krieg war die Kirche alten Schriften zufolge nur noch eine Ruine. Unter dem Patronat der Landgrafen von Hessen-Homburg wurde die Kirche von 1672 bis 1691 wiederaufgebaut. Von der mittelalterlichen Kirche blieb nur der Westturm stehen. In dieser Zeit entstand auch die barocke Innenausstattung der Kirche.
Die Kirchengemeinde „St. Bartholomäus“ gehört zum Kirchspiel Hötensleben im Kirchenkreis Egeln.

### Kirche St. Josef und St. Augustinus
Die katholische Kirche St. Josef und St. Augustinus ist nach Josef von Nazaret und Augustinus von Hippo benannt. Es ist ein roter Backsteinbau im neoromanischen Stil, der in den Jahren 1890 und 1891 erbaut wurde. Die Kirche befindet sich an der Nordstraße und gehört heute zur Pfarrei St. Marien mit Sitz in Oschersleben.

### Kirche St. Stephanus
Die Kirche St. Stephanus ist die evangelische Kirche in Ohrsleben, deren Westturm laut Inschrifttafel 1555 erbaut wurde.

### Grenzdenkmal Hötensleben

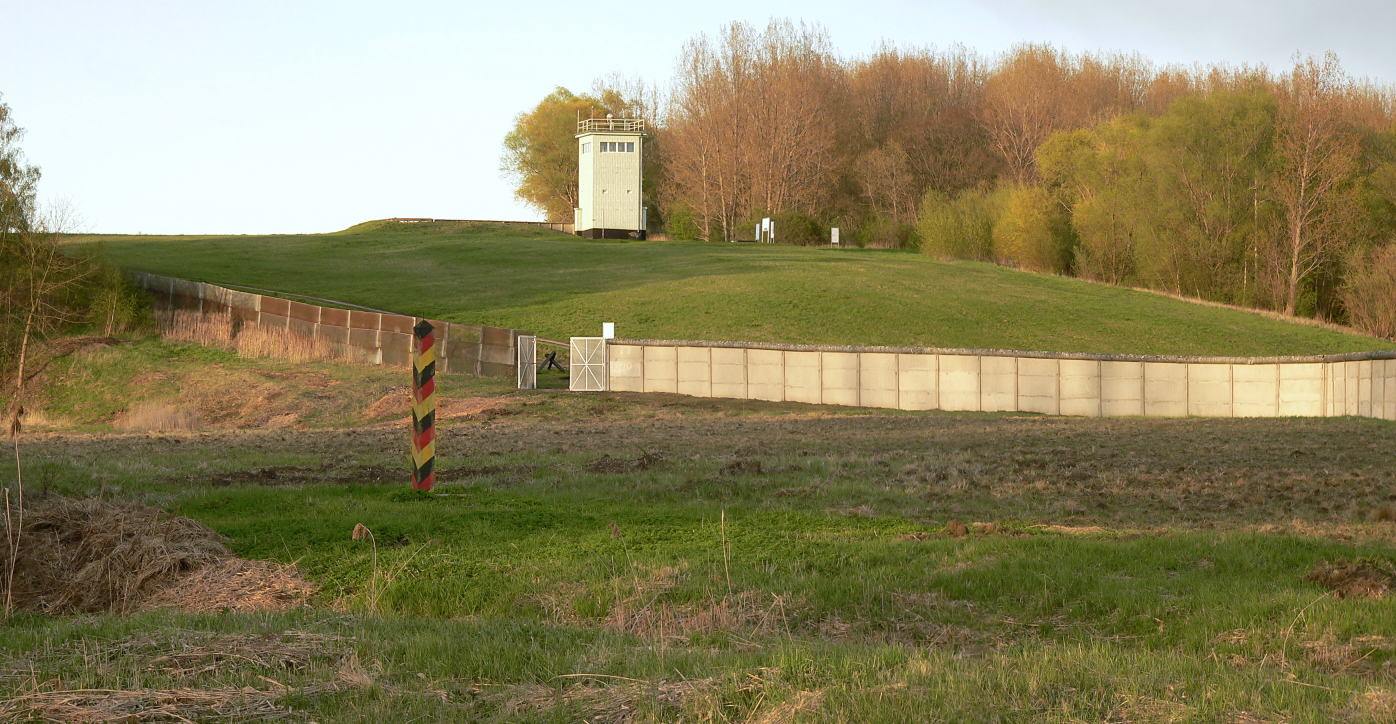
Grenzdenkmal Hötensleben

In Hötensleben befindet sich eines der letzten Teilstücke der Innerdeutschen Grenze, der ehemaligen Grenzanlage zwischen der Bundesrepublik Deutschland und der Deutschen Demokratischen Republik, die direkt an den Häusern des Ortes errichtet worden ist. Auf einer Länge von 350 m und einer Fläche von 6,5 ha sind unter anderem die Sichtblendmauer, der Signalzaun, das Sicht- und Schussfeld mit Lichttrasse, Kolonnenweg und Kfz-Hindernis, die Grenzmauer und der Führungsturm mit Kraftfahrzeugstellung erhalten geblieben.
Am 12. Januar 1990 wurden die Grenzanlagen, die den Zustand von 1989 dokumentieren, unter Denkmalschutz gestellt. Seit 2004 sind sie als Grenzdenkmal Hötensleben Bestandteil der rund 18 km nördlich liegenden Gedenkstätte Deutsche Teilung Marienborn. Seit 2011 zählt die Anlage mit der Gedenkstätte in Marienborn zum Europäischen Kulturerbe. Das Gelände des Denkmals ist frei zugänglich.

## Wirtschaft und Infrastruktur
Zur Bundesstraße 245 in Barneberg, die Halberstadt und Haldensleben verbindet, sind es in östlicher Richtung ca. 4 km. Die Bundesstraße 245a stellt von dort aus die Verbindung nach Helmstedt her. Die Bahnstrecke Oschersleben–Schöningen ist stillgelegt.

## Persönlichkeiten
- Annelie Ehrhardt (1950–2024), Leichtathletin und Olympiasiegerin, geboren in Ohrsleben
- Traute Flamme (1899–1968), Soubrette und Schauspielerin
- Richard Hinkelmann (1895–1943), Widerstandskämpfer gegen den Nationalsozialismus
- Mohammed Aman Hobohm (1926–2014), Diplomat und stellvertretender Vorsitzender des Zentralrats der Muslime in Deutschland (ZMD)
- Julius Hundeiker (1784–1854), lutherischer Geistlicher und Romanautor
- Achim Walther (* 1936), ehemaliger Mitarbeiter der unteren Denkmalschutzbehörde und Träger des Verdienstordens der Bundesrepublik Deutschland am Bande für seine Tätigkeit am Denkmal der Mauer in Hötensleben
- Johannes Wicke (1863–1939), Richter, Präsident des Landgerichts Braunschweig 1914–28